# Dicliptera colorata
Dicliptera colorata är en akantusväxtart som beskrevs av C. B. Cl.. Dicliptera colorata ingår i släktet Dicliptera och familjen akantusväxter. Inga underarter finns listade i Catalogue of Life.